# Altica elaeagnusae
Altica elaeagnusae es un coleóptero de la familia Chrysomelidae. Fue descrita científicamente por primera vez en 2006 por Zhang, Wang & Yang.